# Stotts City
Stotts City – miasto w Stanach Zjednoczonych, w stanie Missouri, w hrabstwie Lawrence.